# 于庆阳
于庆阳（1944年—1969年3月2日），辽宁新金县同益乡（今大連市普兰店区同益乡）人。中国人民解放军人物。

## 生平
1963年，参加中国人民解放军，担任一三三师三九七团特务连当战士。中国共产主义青年团团员。1969年3月2日，在珍宝岛战斗中头部负重伤，仍继续战斗，直到牺牲。战后，上级党委追认他为中国共产党党员，并记一等功。1969年7月，中央军委授予他“战斗英雄”称号。